# راندي جونسون
راندي جونسون (بالإنجليزية: Randy Johnson)‏ (و. 1963  م) هو لاعب كرة قاعدة، ومصور، من الولايات المتحدة، ولد في والنوت كريك، كونترا كوستا، كاليفورنيا، يلعب كمرسل الكرة ‏.

## التعليم
تعلم في جامعة جنوب كاليفورنيا.

## وصلات خارجية
- راندي جونسون على موقع دوري كرة القاعدة الرئيسي (الإنجليزية)
- راندي جونسون على موقعبيزبول رفرنس.كوم (الدوري الرئيسي) (الإنجليزية)
- راندي جونسون على موقعبيزبول رفرنس.كوم (الدوري الثانوي) (الإنجليزية)
- راندي جونسون على موقع جمعية أبحاث البيسبول الأمريكية (الإنجليزية)
- راندي جونسون على موقع إي إس بي إن.كوم (أم.أل.بي) (الإنجليزية)
- راندي جونسون على موقع مشجعي الرسوم البيانية (الإنجليزية)
- راندي جونسون على موقع قاعة مشاهير كرة القاعدة (الإنجليزية)

- راندي جونسون على موقع IMDb (الإنجليزية)
- راندي جونسون على موقع الموسوعة البريطانية (الإنجليزية)
- راندي جونسون على موقع إن إن دي بي (الإنجليزية)
- راندي جونسون على موقع قاعدة بيانات الفيلم (الإنجليزية)